# Garnizoenskerk (Ravenstein)
De Garnizoenskerk, ook wel de Nederlands Hervormde kerk, is een protestantse kerk in de Nederlandse plaats Ravenstein.
Land van Ravenstein was na de Tachtigjarige oorlog een katholieke enclave alwaar het geloof actief beleden mocht worden. Er was echter wel een overeenkomst met de Staten-Generaal van de Nederlanden dat zij een garnizoen in de stad mocht houden. Dit garnizoen, bestaande uit mensen met het protestantse geloof, had behoefte aan een eigen kerk, waarop de garnizoenskerk werd gebouwd. Dit was na de hervormde kerken in Willemstad (Koepelkerk) en Hooge Zwaluwe (Protestantse kerk) de derde hervormde kerk in Brabant.  
De eenbeukige zaalkerk met zichtbare steunberen aan de zijkanten is archaïserend-gotisch, ze werd gebouwd in een tijd dat de gotische-bouwstijl al tot het verleden behoorde. De ramen zijn voorzien van vorktracering en gedrukte rondbogen. De oorspronkelijk in de voorgevel aangebrachte ramen zijn in 1732 dichtgemetseld omdat ze geregeld werden ingegooid. De midden op het dak van de kerk staande koepel is herbouwd aan de hand van oude afbeeldingen. De kansel in de kerk stamt uit 1644 met een lessenaar uit 1652. Het stucwerk en portaal zijn opgetrokken in Lodewijk XVI-stijl. Bij een restauratie in 1971 is het in de achttiende eeuw aangebrachte stucplafond weer verwijderd. Het kabinetorgel in de kerk stamt uit 1781 en is afkomstig van A.F.G. Heineman.
De kerk is in 1965 aangewezen als rijksmonument.

## Galerij

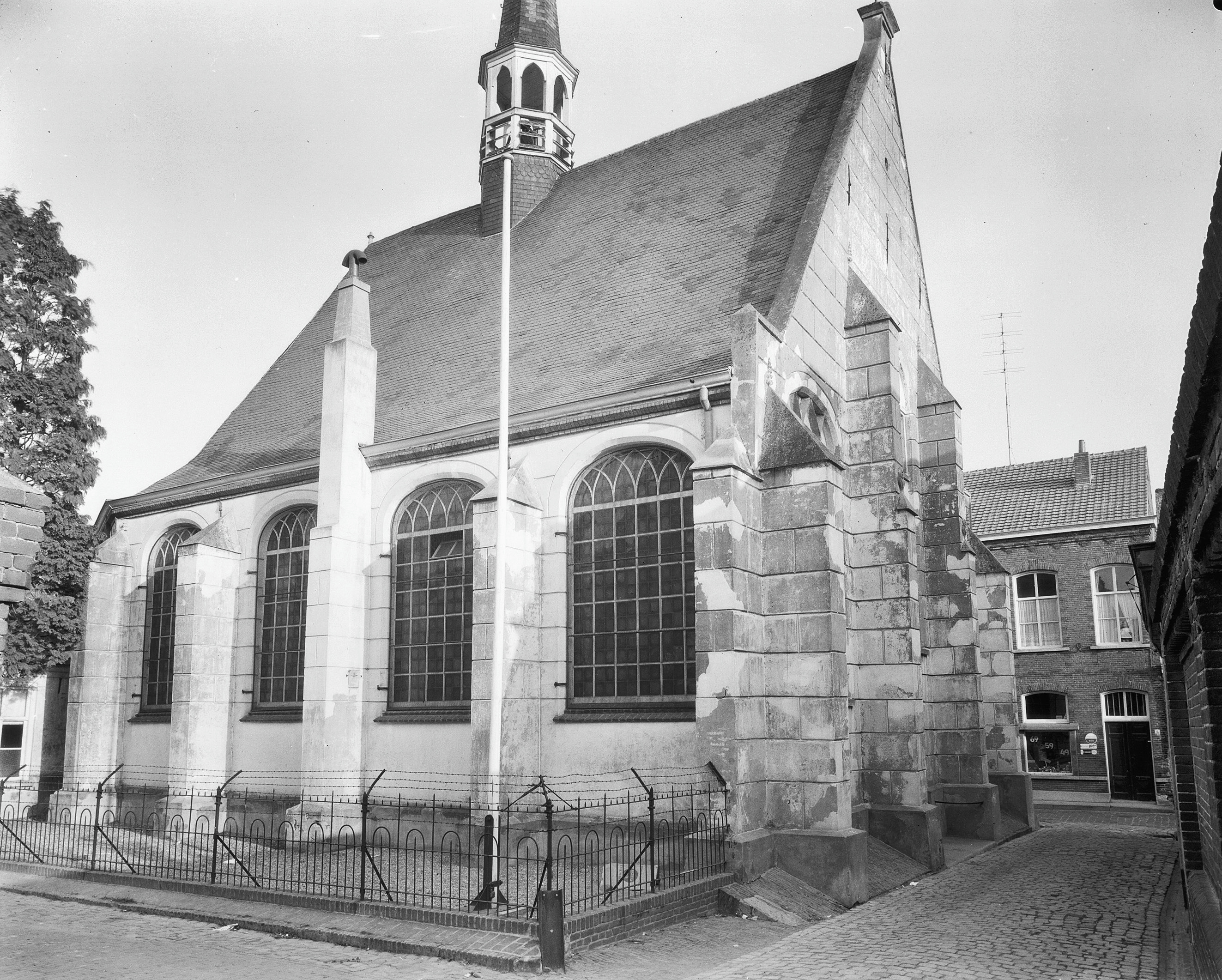
Aanzicht in 1959
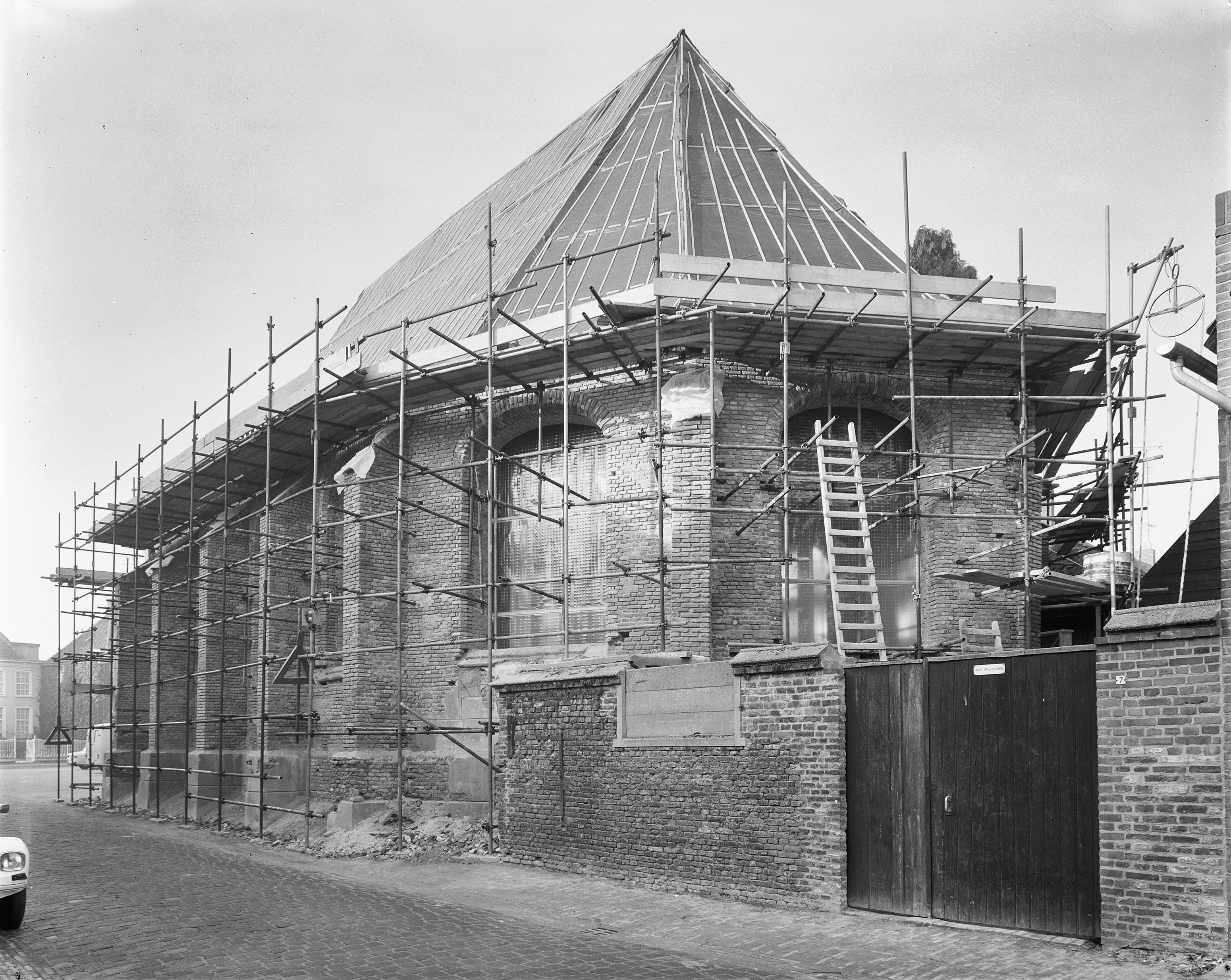
Restauratie in 1971
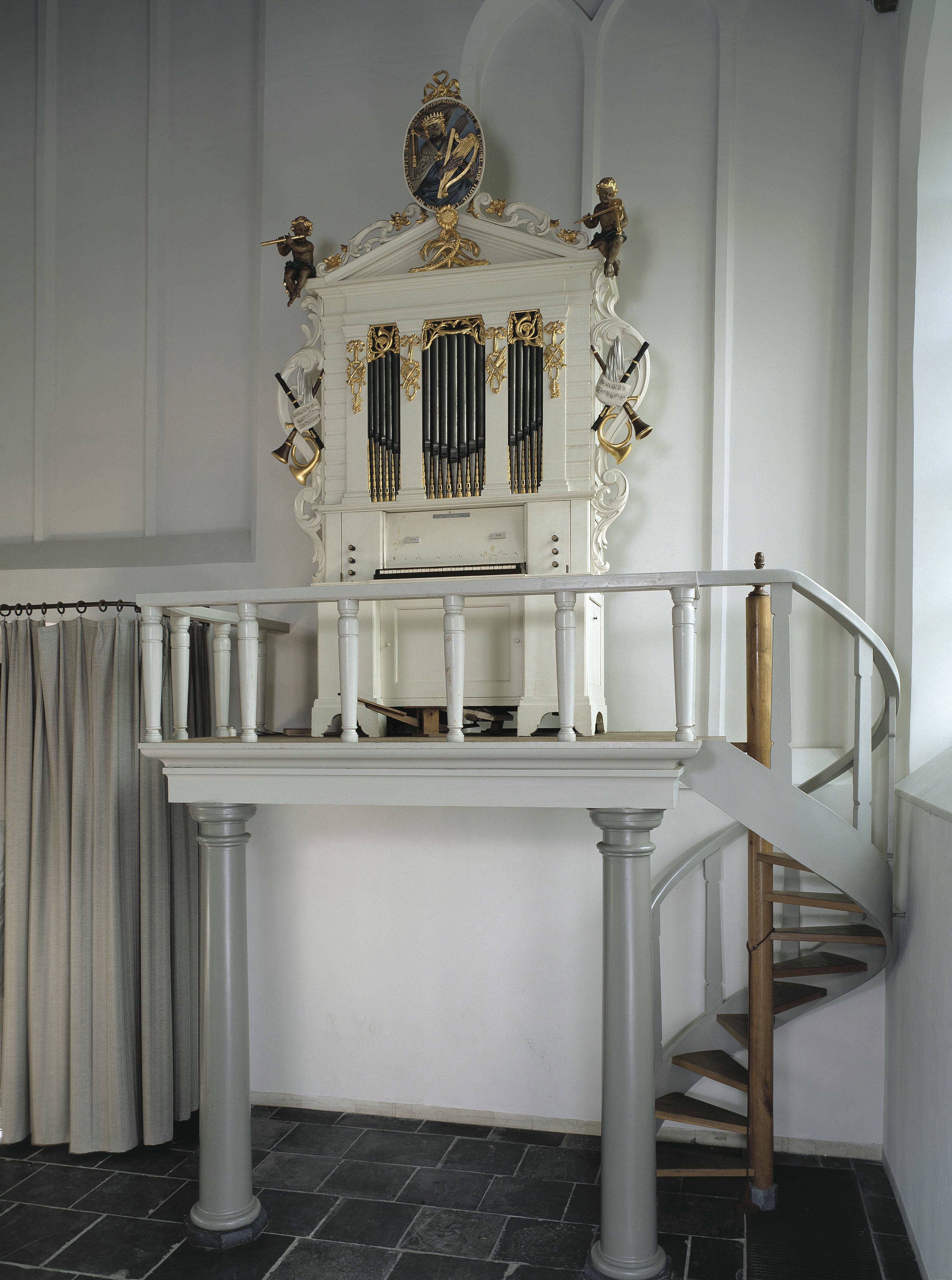
Orgel
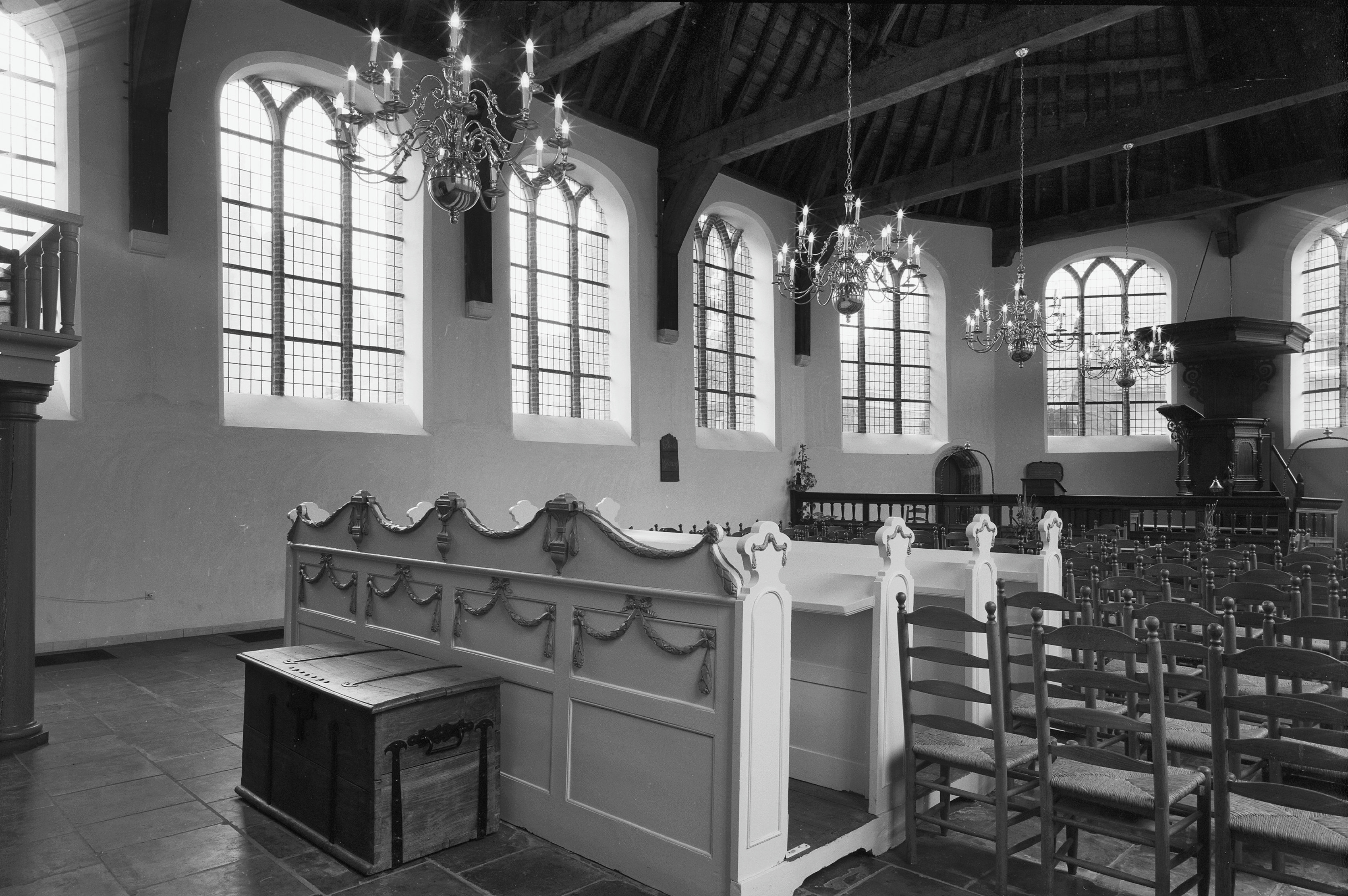
Interieur met zicht op de preekstoel